# 박트리아어

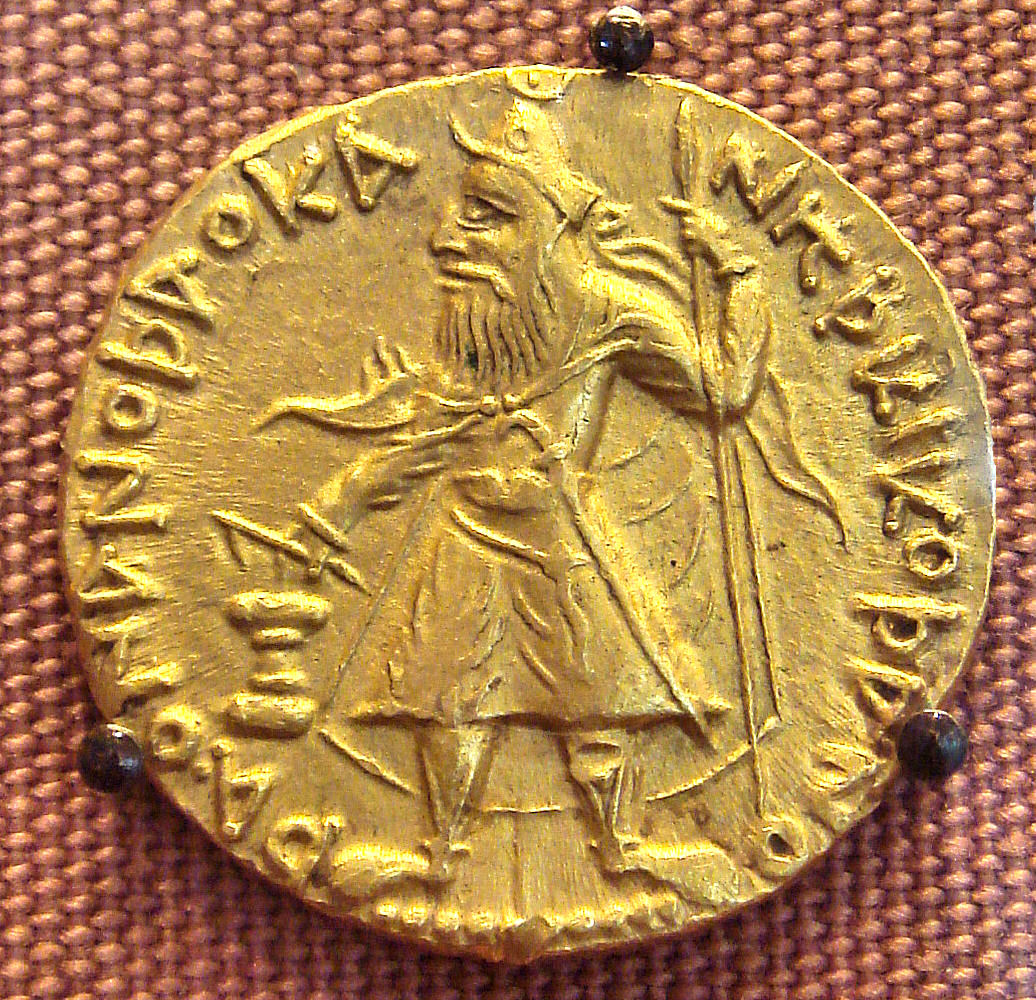
카니슈카의 금화. ϷΑΟΝΑΝΟϷΑΟ ΚΑΝΗϷΚΙ ΚΟϷΑΝΟ, 만왕의 왕 카니슈카, 쿠샨

박트리아어 (Αριαο)은 중앙아시아의 박트리아(현재 아프가니스탄 북부와 타지키스탄 남부)을 중심으로 하는 지역에서 사용된 언어이다. 인도유럽어족의 이란어군으로 분류된다.

## 역사
박트리아어는 쿠샨 제국(1세기~3세기) 시대부터 8·9세기경까지 사용되었다.
기원전 4세기 알렉산드로스 대왕 이후 박트리아 지방에서 그리스인의 지배가 계속되었지만 기원전 2세기 후반이 되면 월지족 등이 침입했다. 쿠샨 제국은 처음에는 그리스어를 공용어로 하고 있었지만, 카니슈카 때 박트리아어로 공용어를 고쳤다. 그러나 표기 문자로는 연이어 그리스 문자를 사용했기 때문에, 박트리아어는 이란어파의 언어 중에서 유일하게 그리스 문자로 필기하는 언어가 되었다.
쿠샨 제국은 세력이 확장한 결과, 박트리아어도 북부 인도에서 중앙아시아의 투르판에 이르는 지역까지 사용되었다. 그 후 에프탈 침입 후에도 박트리아어를 계속 사용했으나, 7세기 아랍인의 침입을 거쳐 소멸했다.

## 문자
박트리아어는 그리스 문자로 표기되지만, 원래 그리스어에는 없으나 박트리아어에는 있는 음운 [ʃ]의 소리를 나타내는 문자인 Ϸ가 추가되었기 때문에 25자로 되어있다.
비문의 문자는 보통 그리스 문자로 표기되었으나, 문서나 후기의 화폐는 초서의 그리스 문자가 사용되어 해독이 어렵다. 그리스 문자 이외에 마니 문자로 박트리아어를 쓴 투르판에서 출토된 문서가 하나 알려져 있다. 복수의 문자로 쓰이고 있어 박트리아어의 음운은 다른 중세 이란어들에 비해서 자세히 알려져 있다.

## 다른 언어와의 관계
음운으로 보아 박트리아어는 동부이란어군에 속하며 파슈토어·소그드어 등과 관련이 깊다.

## 같이 보기
- 키다라